# سويداء حقيقية
السويداء الحقيقية (باللاتينية: Suaeda vera) نوع نباتي يتبع جنس السويداء من الفصيلة القطيفية.

## الموئل والانتشار
موطنها الأصلي بلاد الشام ومصر والمغرب العربي وقبرص وبعض مناطق جنوب أوروبا.

## مرادفات للاسم العلمي
- (باللاتينية: Chenopodina vera (Forssk. ex J.F.Gmel.) Moq.)
- (باللاتينية: Chenopodium fruticosum L.)
- (باللاتينية: Cochliospermum fruticosum (L.) Lag.)
- (باللاتينية: Salsola farinosa Poir.)
- (باللاتينية: Salsola fruticosa (L.) L.)
- (باللاتينية: Salsola suaeda Poir.)
- (باللاتينية: Salsola vera (Forssk. ex J.F.Gmel.) Schult.)
- (باللاتينية: Schoberia vera (Forssk. ex J.F.Gmel.) Bunge)
- (باللاتينية: Suaeda fruticosa (L.) Delile [Illegitimate])
- (باللاتينية: Suaeda fruticosa var. brevifolia Moq.)
- (باللاتينية: Suaeda fruticosa var. longifolia (K.Koch) Fenzl)
- (باللاتينية: Suaeda fruticosa subsp. vera (Forssk. ex J.F.Gmel.) Maire & Weiller 		)
- (باللاتينية: Suaeda longifolia K.Koch)
- (باللاتينية: Suaeda vera subsp. longifolia (K.Koch) O.Bolòs & Vigo)
- (باللاتينية: Suaeda vesceritensis L.Chevall.)